# コレコ
コレコ（Coleco）はモーリス・グリーンバーグが1932年に創業したアメリカの玩具メーカー。会社名の由来は  "Connecticut Leather Company"（コネティカット革会社）の略。1980年代にキャベツ畑人形を販売した他、家庭用ゲーム機として・コレコビジョンのメーカーとしても知られる。
キャベツ畑人形のブーム終了とともに膨大な在庫を抱えて倒産し、1989年にハズブロ社に買収された。

## 歴史
靴メーカー向けに革を販売する会社として創業。1950年代には革細工キットの販売をはじめ、1960年代にはプラスチック製の子供用プールの販売をはじめた。その後、革部門は売却した。
1976年には、最高経営責任者アーノルド・グリーンバーグの下でゲーム機市場に参入、Coleco Telstarを発売。この前年の1975年にはアタリ社の家庭用ビデオゲーム機『ホーム・ポン』が成功を収めており、その翌年の1976年にはコレコ社をはじめ多数の企業が同様の家庭用ビデオゲーム機を発売した。コレコ社の製品を含め、そのほとんど全てがGeneral Instrument社製のAY-3-8500チップを採用していた。このチップは『ポン』のクローンゲームをはじめ、いくつかのゲームをワンチップに収めたもので、このチップを用いることで最小限の部品で家庭用ビデオゲーム機が実現できた。General Instrument社がこのチップの需要を過小評価したため、深刻な供給不足に陥ったものの、早期に発注を行なっていたコレコ社は幸いにも優先的な供給を受けることができ、発注分のチップを獲得できた数少ない企業のうちの一社となった。このような内蔵ゲームしか遊べない方式の家庭用ビデオゲーム機の市場は短命に終わったものの、早期発注のおかげでコレコ社の収支はトントンとなった。
この後もエレクトロニクスの分野で活躍を続けたコレコ社は、マテル社によって市場が開拓されつつあった携帯型電子ゲーム機に参入。「head to head」シリーズと呼ばれる2人用スポーツゲームや、『ドンキーコング』（任天堂、1982年）や『ミズ・パックマン』（バリー＝ミッドウェイ/コナミ工業、1982年）といった人気アーケードゲームの正規ライセンスを取得して開発した「ミニ・アーケード」シリーズは大人気商品となった。コレコは特に任天堂とは非常に関わりが深く、コレコビジョンとAtari 2600用タイトルであるドンキーコングは、同社との正規ライセンスによる移植であり、同社の米国法人であるNintendo of Americaは、元コレコ社員の移籍が極めて多い。

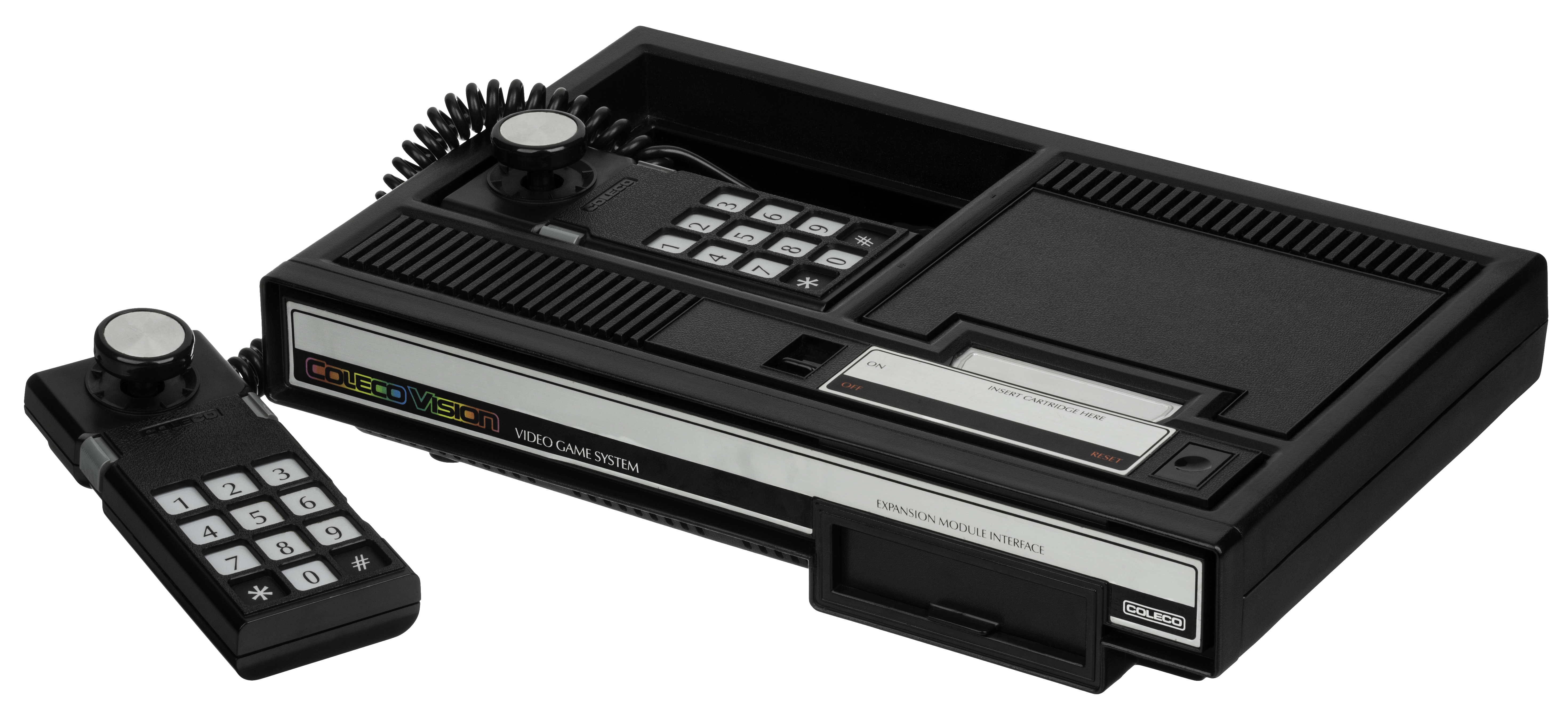
家庭用ビデオゲーム機 ColecoVision

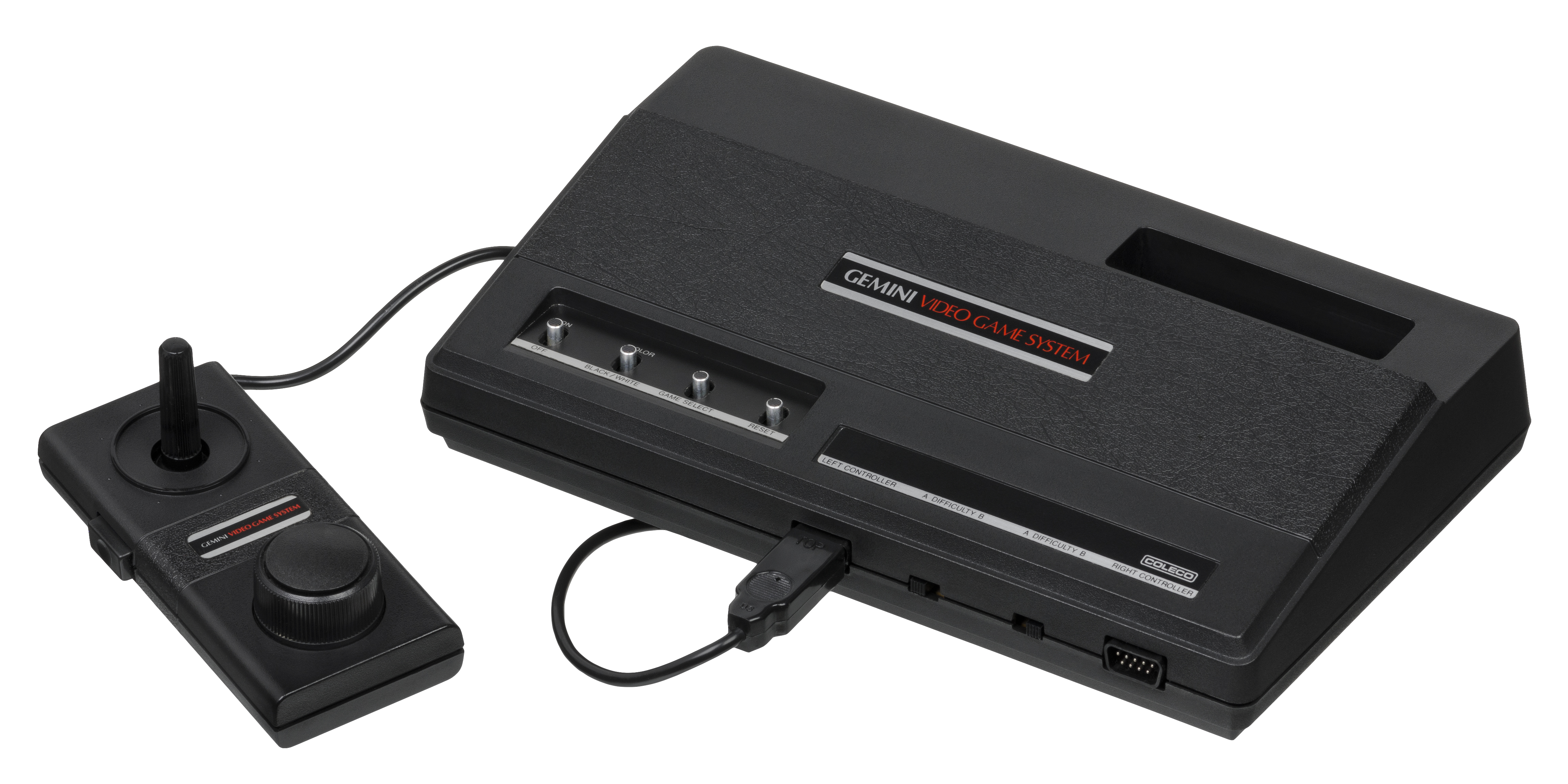
Coleco Gemini

1981年、コレコは次世代ゲーム機「コレコビジョン」の試作機を開発。1981年12月、コレコビジョンの開発総責任者であるエリック・ブロムレイは、京都の玩具会社・アーケードゲーム会社の任天堂に試作機を持ち込んだ。任天堂を日本国内におけるコレコビジョンの販売代理店とすべく交渉が行なわれたが、値段が折り合わずに破談となった（その際、任天堂の山内社長は「自社で家庭用ゲーム機を開発する」と宣言したため、コレコのレオナード・グリーンバーグ会長は大笑いしたという。一方、実は以前から家庭用ゲーム機の構想を持っていた山内は、コレコビジョンの性能を見て驚き、コレコビジョンを目標性能として開発第二部の上村雅之に命じ、1年半後にファミリーコンピュータが完成した）。しかし、エリックが任天堂の社内でトイレに行く途中でたまたま見かけた、『ドンキーコング』と言う当時アメリカで全く無名のゲームの移植ライセンスを得ることには成功した（契約に際し、山内はその日のうちに20万ドルを用意するように要求したが、『ドンキーコング』の大ヒットを確信したエリックはこれを呑んだ）。なお、セガも1982年春頃、任天堂と同様に日本国内における販売代理店となるべく発表まで実施したが叶わず、後に自社でコレコビジョンと中身がほとんど同じSC-3000とSG-1000を発売するに至ったという。セガからは『ザクソン』の移植ライセンスを受けている。
1982年8月、コレコ社はコレコビジョンを発売し、家庭用ビデオゲーム機市場に再参入。本体に『ドンキーコング』の移植版が同梱された。エリックの見込み通り、コレコビジョンの発売までにアーケード版『ドンキーコング』はアメリカで大ヒットしていた。コレコビジョン版『ドンキーコング』は非常に移植度が高かったこともあり、アーケードのゲームがそのまま家庭で遊べるコレコビジョンは1982年だけで56万台を販売する大人気商品となり、1983年3月には販売台数が100万台を突破、最終的には600万台を売り上げた（『ドンキーコング』は元からコレコビジョンのキラータイトルとされていたわけではなく、たまたま見込みが当たっただけである。『ドンキーコング』1本当たり1.4ドルの契約を結んでいたニンテンドー・オブ・アメリカにもかなりの利益をもたらした）。一方で、コレコ社ではAtari 2600（VCS）やマテル社製インテレビジョンといった他社製ゲーム機向けのソフトも生産し、リスク分散を図った。また、Atari 2600のクローン機であるColeco Geminiも発売した。ちなみに、家庭用『ドンキーコング』の発売に際し、『キングコング』の版権を持つユニバーサル・スタジオに訴えられたが、ロイヤリティを払うことで和解。法廷闘争（ドンキーコング裁判）を選んだ任天堂が1984年にカービィ弁護士の活躍により勝訴したのを受け、1984年にユニバーサル・スタジオより賠償を受けている。
1983年になるとアタリショックが起き、家庭用テレビゲーム機市場は崩壊をはじめた。一方、テレビゲーム機に代わってホームコンピュータ）がブームとなったため、コレコ社もホームコンピュータColeco Adamを発売。単体で動作するスタンドアロン版の他、コレコビジョン用の拡張モジュールという形でも販売した。だがこのホームコンピュータは信頼性に乏しかったこともあって失敗に終わった。
一方、Coleco Adamの発売と同じ1983年には、コレコ社はキャベツ畑人形を発売（日本でもツクダオリジナルからキャベツ畑人形として発売された）。アメリカで大ブームとなり、Coleco Adamの損失を補って余りある莫大な利益をもたらした。これを受けて1984年にはまだそれなりに売れていたコレコビジョンを打ち切り、1985年初頭には最後まで損失続きだったCoreco Adamをも打ち切り、テレビゲームと電子玩具の分野から撤退した。キャベツ畑人形は、売れまくり、1983年には全米各地の玩具店の店頭ではキャベツ畑人形を求める人々で溢れ、暴動が起きた（キャベツ畑暴動）。そのため1984年以降、投資をキャベツ畑人形の生産に全振りし、在庫が復活したことで、暴動が収まった。
さらに1986年にはパーチージやスクラブルなどのボードゲームで知られる競合玩具メーカーのSelchow and Righter社を7500万ドルで買収。
1986年にはテレビドラマ『アルフ』に登場するエイリアンのぬいぐるみや、おしゃべり人形を発売。しかし、キャベツ畑人形に過剰投資しすぎた結果、ブーム終了とともに莫大な在庫を抱える。Coreco Adamの損失、Selchow and Righter社の買収資金、キャベツ畑人形への過剰投資などが複合的な要因となって経営を圧迫、1988年には破産申し立てを行なうに至った。
再建のため、コレコ社は北米における全ての資産を売却。多くの仕事について海外への外注を行ない、ニューヨーク州アムステルダムその他の都市にあった工場は閉鎖した。しかし再建はならず、1989年にはコレコ社はハズブロ社によって買収された。
2005年になって、シカゴのブランド再生企業River West Brands社の手により、コレコ・ブランドが復活。2006年にはマスターシステムおよびゲームギア用の20タイトルを内蔵した携帯ゲーム機Coleco Sonicが発売されている。